# Tristram Shandy

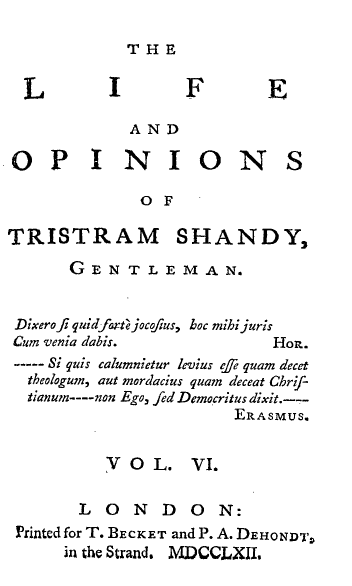
Titelblad van Tristram Shandy

The Life and Opinions of Tristram Shandy, Gentleman (of kortweg 'Tristram Shandy') is een roman van de Anglo-Ierse schrijver Laurence Sterne.

## Verhaal

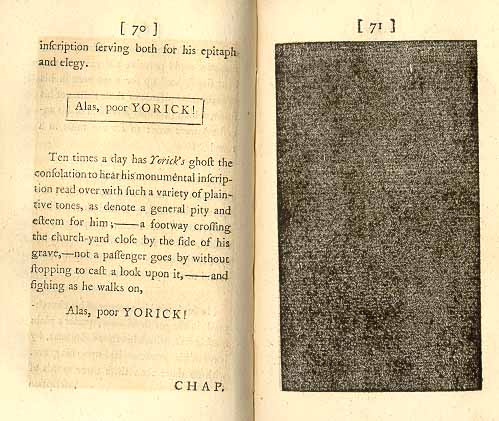
De 'zwarte pagina' in een editie uit 1769

Het boek telt 9 delen en verscheen in vijf afleveringen tussen 1759 en 1767. Tristram Shandy is een zeer ongebruikelijk werk, in de zin dat het verhaal, voor zover daarvan al sprake is, sterk afwijkt van de traditionele verhaalvorm. Ook typografisch zocht Sterne naar nieuwe vormen die zich onder andere uitten in het voorkomen van een geheel zwarte, een blanco en een gemarmerde pagina, terwijl ook met de typografie vrijheden werden uitgehaald.
Het boek beschrijft enkele hoogst amusante en intrigerende figuren, zoals Tristrams vader en moeder, zijn oom Toby, korporaal Trim, Le Fevre en dominee Yorick (de laatste is een portret van Sterne zelf). In feite heeft de inhoud van het boek weinig te maken met de titel. Het bevat een serie zeer uiteenlopende satirische schetsen, humoristische dialogen, filosofische overpeinzingen, karaktertekeningen en commentaren op de Engelse samenleving en cultuur. De roman is door al deze uitweidingen moeilijk te beschrijven. Tristram wordt verwekt in deel 1, hij wordt geboren in deel 3, en wordt voor het eerst in echte jongenskleren gestoken in deel 6. Daarna verdwijnt hij zelfs geheel uit beeld. De uitweidingen betreffen voornamelijk zaken die zich afspeelden voor zijn geboorte.
Het verhaal begint met de hilarische beschrijving door Tristram van zijn eigen conceptie. Tijdens de seksuele daad die leidt tot zijn verwekking vraagt zijn moeder zich hardop af of zijn vader de klok wel heeft opgewonden. Good G--! cried my father, making an exclamation, but taking care to moderate his voice at the same time,--Did ever woman, since the creation of the world, interrupt a man with such a silly question?

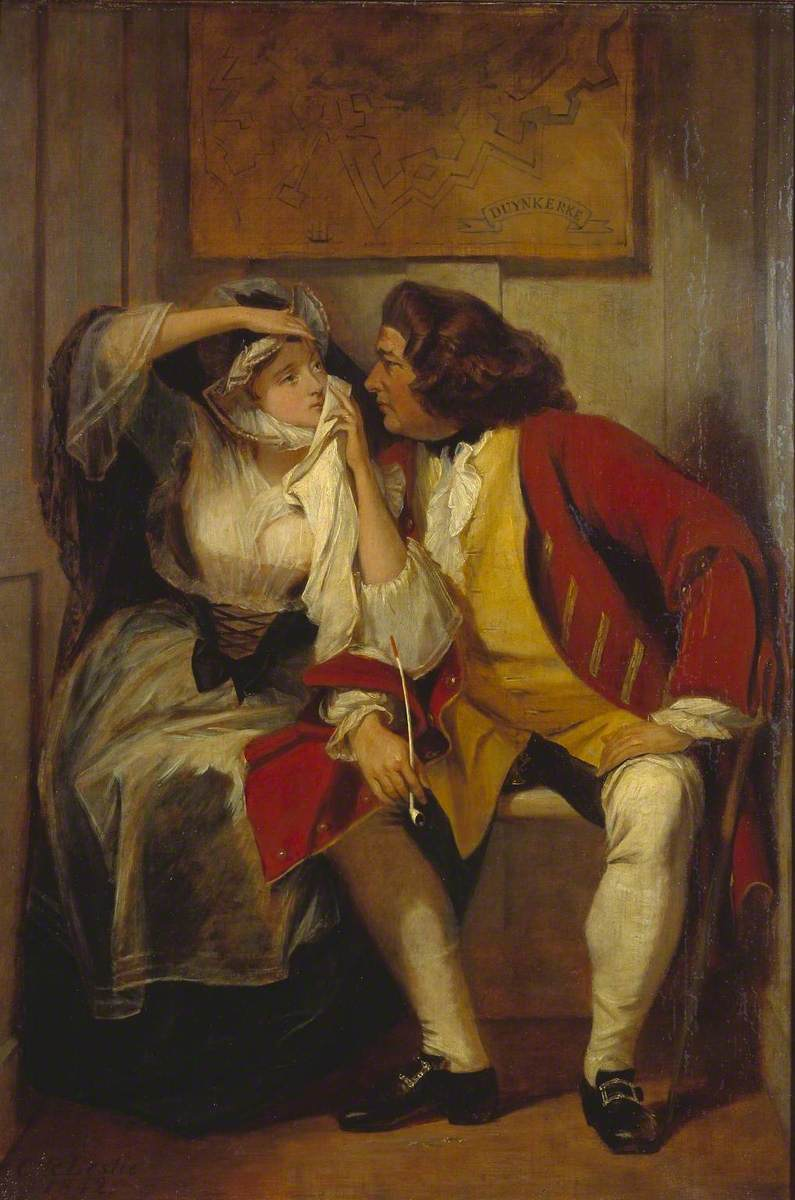
Uncle Toby and the Widow Wadman, schilderij van Charles Robert Leslie

Dan volgt een op het oog onsamenhangend verslag van mensen en gevoelens die de persoonlijkheid van de schrijver en zijn fantasie duidelijk maken. De delen 1 tot en met 3 gaan over de omstandigheden rondom Tristrams geboorte. Deel 4 verhaalt over Slawkenbergius en zijn verhandeling over neuzen, en over de vraag hoe Tristram aan zijn naam kwam. Deel 5 behandelt de inzichten van korporaal Trim over morele zaken. Deel 6 bevat een komische dialoog tussen vader en moeder Shandy over de kleding van hun jonge zoon. In deel 7 en 8 wordt de vertelling geheel losgelaten; ze geven een beschrijving van Sternes reizen door Frankrijk. Deel 9 verhaalt van de succesvolle hofmakerij tussen oom Toby en de weduwe Wadman.

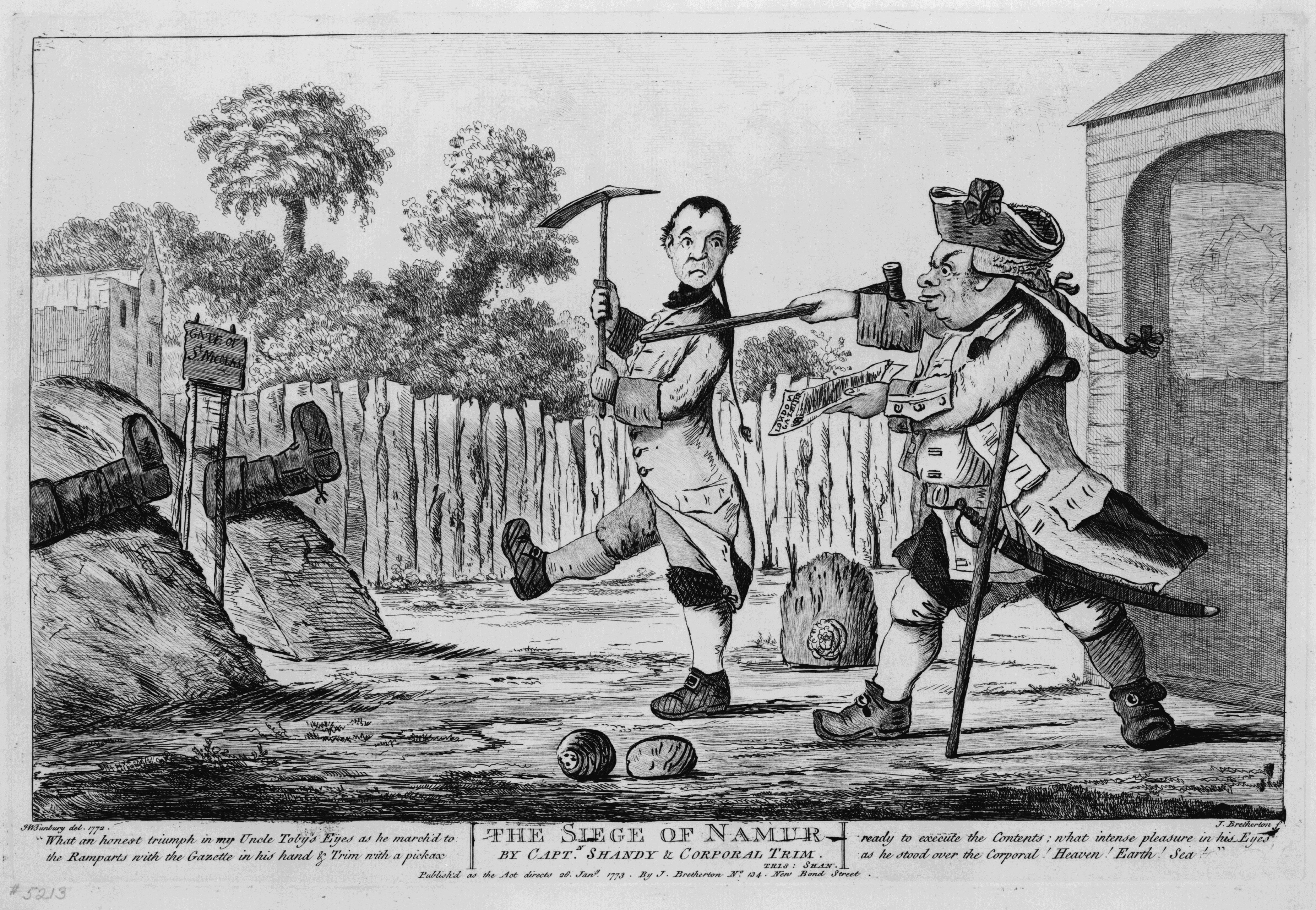
Het beleg van Namen door kapitein Shandy en korporaal Trim, een illustratie door de cartoonist Henry Bunbury

De wereld van Tristram Shandy is het dorp waar hij geboren wordt en waar zich de voornaamste figuren bevinden. Vader Shandy verkeert in een constante staat van ergernis over zijn vrouw, die nooit vroeg naar de betekenis van zaken die zij niet begreep. "Zij verliet de wereld uiteindelijk zonder te weten of die nu draaide of stilstond, mijn vader had haar weliswaar 1000 keer verteld hoe het zat, maar zij vergat het steeds". Oom Toby, de beminnelijke broer van vader Shandy, is een oude soldaat die tijdens het beleg van Namen gewond was geraakt in het kruis. Samen met de toegewijde korporaal Trim houdt hij zich bezig met de theorie van de verzwakking van een versterkte stad. Yorick is de vriendelijke dominee van het dorp, een man met scherp inzicht en veel begrip. Hij speelt ook een rol in Sternes roman A Sentimental Journey.
In hoofdstuk 11 van deel 1 wordt gesproken over de mogelijk Deense afstamming van dominee Yorick. 
Sterne schrijft daar: I have not the time to look into 'Saxo-Grammaticus's Danish' history, to know the certainty of this; -- but if you have leisure, and can easily get at the book, you may do it full as well yourself. Met een variant daarop zou men kunnen zeggen: 'Als u de tijd hebt, en het boek te pakken kunt krijgen, leest u het dan vooral zelf'.

## Ontvangst
Tristram Shandy werd zeer goed ontvangen, hoewel veel Engelse critici het werk afwezen vanwege de in hun ogen platvloerse humor. Het sloeg echter aan bij het publiek, niet alleen in Engeland maar ook op het vasteland van Europa, en al spoedig verschenen er vertalingen in diverse talen. Vervolgens bleek het grote invloed uit te oefenen op Europese schrijvers als Diderot en, mede vanwege de sentimentele elementen, op de Duitse romantici. Sterne werd gezien als een vernieuwer en groot schrijver, geprezen door Voltaire en Goethe. Sterne werd op zijn beurt beïnvloed door Rabelais en Cervantes. Veel van de vernieuwingen die Sterne introduceerde, oefenden invloed uit op moderne schrijvers als James Joyce en Virginia Woolf. Italo Calvino noemde het boek 'de voorloper van alle avant-garderomans van deze eeuw’. 

## Film
Van het onverfilmbaar geachte boek verscheen in 2005 toch een filmversie onder de titel A Cock and Bull Story. De regie werd gevoerd door Michael Winterbottom. De Britse komiek Steve Coogan speelt in de film een driedubbelrol als zichzelf, Tristram en Tristrams vader.

## Nederlandse vertalingen
- Het Leven en de Opvattingen van de Heer Tristram Shandy, vert. Jan en Gertrude Starink, 1990. ISBN 9025350054
- Het Leven en de Gevoelens van den Heer Tristram Shandy, vert. Mark Prager Lindo, 2 dln., Haarlem, A.C. Kruseman, 1852.[a][b]
- Het Leven en de Gevoelens van Tristram Shandy, Edelman, vert. Bernardus Brunius, 5 dln., Amsterdam, 1779.[c][d][e][f][g]

## Gedigitaliseerde werken
1. ↑  Het Leven en de Gevoelens van den Heer Tristram Shandy, vol. I op Google Books
2. ↑  Het Leven en de Gevoelens van den Heer Tristram Shandy, vol. II op Google Books
3. ↑  Het Leven en de Gevoelens van Tristram Shandy, Edelman, vol. I op Google Books
4. ↑  Het Leven en de Gevoelens van Tristram Shandy, Edelman, vol. II op Google Books
5. ↑  Het Leven en de Gevoelens van Tristram Shandy, Edelman, vol. III op Google Books
6. ↑  Het Leven en de Gevoelens van Tristram Shandy, Edelman, vol. IV op Google Books
7. ↑  Het Leven en de Gevoelens van Tristram Shandy, Edelman, vol. V op Google Books